# Maritza Farlora Zapata
Maritza Farlora Zapata (26 de agosto de 1967) es una profesora chilena de castellano, y académica de la Facultad de Humanidades en la Universidad de Playa Ancha.

## Biografía
Obtuvo su título en pedagogía en castellano y licenciatura en literatura y ciencias del lenguaje el año 1996 en la Pontificia Universidad Católica de Valparaíso. 

## Carrera académica y profesional
Maritza inició su carrera como docente de español como lengua extranjera en el School for International Training entre 1999 y 2000, y previamente se desarrolló como profesora de nivel básico y medio en el Colegio Los Ángeles, Santiago, durante 1996 y 1997. Ha ejercido la docencia en diversas universidades chilenas, como la Pontificia Universidad Católica de Chile y la Universidad del Mar, donde también ejerció la coordinación de programas de pedagogía. 
Desde 2010, trabaja en la Universidad de Playa Ancha, impartiendo asignaturas relacionadas con la lingüística, habilidades comunicativas y análisis del discurso, además de coordinar programas de magíster y cursos de especialización en gestión cultural y comunicación.

### Investigación
Ha participado en diversos proyectos de investigación relacionados con la escritura y la educación. En 2015, fue co-investigadora del Proyecto DIGI, un estudio exploratorio sobre la calidad de la argumentación escrita en estudiantes de pedagogía de la Universidad de Playa Ancha. En 2014, actuó como investigadora principal en el proyecto "Bases Fondo Concursable Buenas Prácticas Docentes 2014", ese mismo año también realizó un proyecto en una investigación-acción para mejorar las prácticas de escritura en estudiantes de Pedagogía en Historia de primer y cuarto año. 
También en 2014, fue co-investigadora de un estudio exploratorio sobre las creencias acerca de la escritura en la comunidad de estudiantes y formadores en docencia primaria, como parte del Convenio de Desempeño UPA2013. En 2015, lideró como investigadora principal el proyecto "Área Evaluación e Investigación Convenio de Desempeño Formación Profesores PMI/1203", que resultó en la elaboración de un manual académico sobre lectura y escritura en la universidad, diseñado para su desarrollo en asignaturas disciplinares y nucleares. 

### Presentaciones de ponencias en Congresos y Seminarios
Maritza ha participado activamente en diversos congresos, seminarios y eventos internacionales, presentando investigaciones relacionadas con la lingüística, la educación y el análisis del discurso. 
En 2014, en el Seminario Internacional de Capacitación para Mediadores de Lectura organizado por la Universidad de Playa Ancha (UPLA), expuso la ponencia titulada "Algunas preguntas para la reflexión en torno al fomento de la lectura". En 2011 para el XIX Congreso Internacional Sociedad Chilena de Lingüística,presento "Descripción del género académico con función evaluativa: prueba tipo ensayo en el área de humanidades". 
En 2009 participó en el Seminario Internacional sobre Textos Escolares de Lenguaje y Comunicación presentando"Representaciones de género y etnia en los textos escolares de Lenguaje y Comunicación". Además, en el II Congreso Latinoamericano de Literatura y Teología (2008) presento  "Análisis discursivo de las relaciones de género y poder en la relación autobiográfica de Úrsula Suárez".

## Publicaciones
Ha contribuido al ámbito académico con publicaciones que abordan temas como la interculturalidad y el análisis del discurso en contextos educativos. En 2013, junto a Raquel Rubio Martín, publicó el artículo "Incorporación del concepto de interculturalidad al proceso de enseñanza aprendizaje de ELE" en la Nueva Revista del Pacífico. En 2015, participó como autora del capítulo "Descripción funcional del género académico didáctico con función evaluativa: prueba tipo ensayo", incluido en el libro Leer y escribir en contextos académicos y profesionales, editado por Giovanni Parodi.